# 新宁郡 (西魏)
新宁郡，中国南北朝时设置的郡。
西魏废帝二年（553年）改新安郡置，治所在三冈县（今四川省达州市西南）。属通州。辖境相当今四川省达州市。隋开皇三年（583年）废。 